# Frank Neubert
Frank Neubert (ur. 25 września 1915 w Schwarzwaldzie, zm. 13 grudnia 2003 w Gütersloh) – niemiecki pilot, major Luftwaffe.
Od 1936 roku należał do pułku bombowców nurkujących, wyposażonych w samoloty Junkers Ju 87 Stuka.
Nad ranem, 1 września 1939 wyleciał w swój pierwszy lot bojowy, którego celem była Małopolska. Wracając z misji jego formacja została zaatakowana przez samoloty PZL P.11c 121. Eskadry Myśliwskiej, które poderwały się z lotniska polowego w Balicach. Po krótkiej potyczce zestrzelił maszynę kapitana Medweckiego, który zginął na miejscu w wyniku postrzału. Myśliwiec pozbawiony pilota rozbił się na ziemi. Była to pierwsza polska i jednocześnie aliancka maszyna zestrzelona w II wojnie światowej. Następnie zaatakował samolot kapitana Gnysia, który jednak wobec niemieckiej przewagi, manewrując oddalił się.
Potem Neubert brał udział w kampaniach przeciw Francji i Anglii w 1940 roku. Wiosną 1941 wyróżnił się bohaterstwem podczas ataku stukasów na przełęcz Rupel w Jugosławii, a także podczas akcji przeciw brytyjskim i greckim okrętom w pobliżu Pireusu i Zatoki Korynckiej. Za zatopienie zbiornikowca otrzymał Krzyż Żelazny. Jesienią 1942 wysłano go na front wschodni, gdzie pilotował samolot Henschel Hs 129. W dniu 30 stycznia 1943 roku został poważnie ranny w maszynie trafionej przez radziecką artylerię. Pod koniec wojny był jednym z najbardziej cenionych pilotów szturmowych Luftwaffe: w sumie wykonał ok. 350 lotów bojowych z czego ok. 230 na samolocie Ju-87.
Pod koniec życia nawiązał kontakt (najpierw listowny, później osobisty) z Władysławem Gnysiem, pilotem P.11c, z którym starł się w boju 1 września 1939 roku nad Balicami. Napisał: „Wtedy była wojna, ale dziś mamy pokój. Pomyślałem nieśmiało, że może chciałby się pan spotkać”, aczkolwiek przez wiele lat nie miał odwagi wysłać listu. Dopiero choroba serca zmobilizowała Neuberta do działania, a pierwsze spotkanie pilotów miało miejsce dokładnie w 50. rocznicę boju, w prywatnej posiadłości Gnysia w Beamsville (Kanada).
Miał córkę Petrę Schultz i syna Ingo Neuberta.
30 sierpnia 2015 roku odbyła się w Gnieźnie rocznica pojednania Władysława Gnysia oraz Franka Neuberta. Na uroczystość przybyły dzieci Władysława Gnysia. Dzieci Franka wówczas nie przybyły z powodu pewnych trudności. W Gnieźnie miał powstać pomnik z tej okazji.